# 奇萊喜普鞋蘭
奇萊喜普鞋蘭（学名：Cypripedium taiwanalpinum）为蘭科喜普鞋蘭屬下的一个种。種小名taiwanalpinum指「臺灣高山地帶」。

## 物種起源
奇萊喜普鞋蘭曾被認為是大花杓兰的臺灣族群，但研究發現其與褐花杓兰、大叶杓兰關係較近，故於2019年時從大花杓兰獨立成為一新物種。